# Afouène Gharbi
Pour les articles homonymes, voir Gharbi.
Afouène Gharbi, né le 15 octobre 1980 à Béja, est un joueur de football évoluant au poste de milieu offensif puis entraîneur tunisien.

## Clubs

### Joueur
- ?-janvier 2007 : Olympique de Béja (Tunisie)
- janvier 2007-janvier 2010 : Étoile sportive du Sahel (Tunisie)
- janvier-juillet 2010 : Al Shat Tripoli (Libye)

### Entraîneur
- août-décembre 2015 : Espoir sportif de Hammam Sousse (Tunisie)
- janvier-septembre 2016 : Croissant sportif de M'saken (Tunisie)
- septembre-octobre 2016 : Union sportive de Siliana (Tunisie)
- février 2017-février 2018 : Club olympique de Médenine (Tunisie)
- février-décembre 2018 : Étoile sportive de Métlaoui (Tunisie)
- février-juin 2019 : Étoile sportive de Métlaoui (Tunisie)
- juillet 2019-décembre 2020 : Al-Nahda Club (Arabie saoudite)
- février 2021 : Étoile sportive de Métlaoui (Tunisie)
- avril-mail 2021 : Union sportive monastirienne (Tunisie)
- novembre 2021-mai 2022 : Najran Sport Club (Arabie saoudite)
- juillet 2023-mai 2024 : Neom Sports Club (Arabie saoudite)
- depuis avril 2025 : Union sportive de Ben Guerdane (Tunisie)[1]

## Palmarès
- Ligue des champions de la CAF (1) : 2007
- Championnat de Tunisie (1) : 2007
- Coupe de Tunisie (1) : 2008
- Supercoupe de la CAF (1) : 2008